# Etivluk River
Der Etivluk River ist ein 90 Kilometer langer rechter Nebenfluss des Colville River im Norden des US-Bundesstaats Alaska. 

## Verlauf
Er entspringt dem Nigtun Lake in den Howard Hills, einem Vorgebirge der Brookskette, fließt in nordnordöstlicher Richtung und mündet 21 Kilometer östlich des Ipnavik River in den Colville River, der durch die North Slope zum Arktischen Ozean fließt.
Der Etivluk River ist einer von vielen Flüssen und Bächen, die den Colville River von der Brookskette nördlich der kontinentalen Wasserscheide her speisen.

## Namensgebung
Der Name des Flusses wurde erstmals am 21. April 1886 von Fähnrich Howard von der United States Navy auf einer Expedition von Fort Cosmos am Kobuk River nach Point Barrow dokumentiert.

## Flussfauna
Im Fluss kommen die Arktische Äsche und der Amerikanische Seesaibling vor.

## Sonstiges
Eine Biegung des Flusses, rund 24 Kilometer vor der Mündung in den Colville River, gilt als entlegenster Ort Alaskas in Bezug auf die nächstgelegenen Siedlungen: Ambler (nach Südwesten) und Atqasuk (nach Norden) sind je knapp 200 Kilometer entfernt.

## Flussbefahrung
Der Etivluk River ist mit einem aufblasbaren Kajak oder einem faltbaren Kanu befahrbar. Rafting ist wegen der meist geringen Wasserführung weniger geeignet, höchstens mit einem kleinen Raft. Von Coldfoot, am Dalton Highway gelegen, kann man ein Wasserflugzeug buchen, das einen im Quellgebiet des Etivluk River absetzt. Von dort sind es 45 Meilen bis zur Einmündung des Nigu River. Der Schwierigkeitsgrad auf dieser Strecke liegt bei II. Anschließend sind es 25 Meilen bis zur Mündung in den Colville River. Diese Strecke ist überwiegend vom Schwierigkeitsgrad I. Es gibt lediglich 3 oder 4 Stromschnellen der Klasse II. Auf dem Colville River können noch weitere 70 Meilen bis zum Killik River zurückgelegt werden. Die Umgebung ist Bären- und Moskitogebiet.